# William David Coleman
William David Coleman (Condado de Fayette, Kentucky, 1842 – Clay-Ashland, 1908) fue un político de Liberia de origen estadounidense que, como miembro del partido True Whig, fue el 13º presidente de Liberia desde 1896 a 1900.
Inmigró junto a su familia a Liberia en 1853 (a los 11 años), donde creció hasta ganar las elecciones de la Cámara de Representantes, actuando además como vocero del dicha legislatura. Posteriormente, ostenta el cargo de senador para ocupar luego la vicepresidencia de la república antes de asumir la presidencia cuando Joseph James Cheeseman murió en el cargo.